# Rubens de Falco

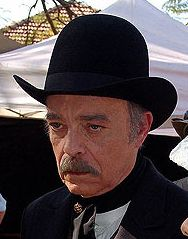
Rubens de Falco (2007)

Rubens de Falco da Costa (* 19. Oktober 1931 in São Paulo; † 22. Februar 2008 ebenda) war ein brasilianischer Schauspieler und gehörte zu den großen Stars des brasilianischen Kinos und Fernsehens.

## Leben
Rubens de Falco begann seine Karriere im Theater. 1955 war er mit den brasilianischen Theaterschauspielern Ruy Afonso, Italo Rossi und Felipe Wagner Teil der Theatergruppe „Os Jograis“. 1952 hatte er mit dem Film „Apassionata“ sein Kinodebüt. Im Fernsehen spielte er wichtige Rollen in beliebten brasilianischen Serien wie in O Rei dos Ciganos (1967), O Passo dos Ventos (1968), A Rainha Louca (1967), Gabriela (1975), O Grito (1975). Die Charaktere, die er darstellte, waren oft Schurken oder vornehme Herren. In seiner Rolle in Die Sklavin Isaura (1976) als moralisch verkommener Gutsbesitzersohn und Sklavenbesitzer Leôncio de Almeida, wurde er international bekannt. Er war mit dieser Serie der erste westliche Schauspieler im chinesischen Fernsehen.
Er spielte wieder einen mächtigen Gutsbesitzer und rücksichtslosen Sklavenbesitzer als Baron de Araruna in der auch international erfolgreichen Serie Sinhá Moça (1986).
In der Neuauflage der erfolgreichen Serie Die Sklavin Isaura spielte er den Don Almeida, den Vater seiner früheren Rolle. Den Leôncio spielte in dieser Auflage Leopoldo Pacheco.
Im Mai 2006 erlitt er einen Schlaganfall, der ihn das gesamte Jahr außer Gefecht setzte. Im Februar 2008 erlitt er einen Herzinfarkt, an welchem er verstarb.
Rubens de Falco war nie verheiratet und hatte keine Kinder.